# Юкуна (язык)
Юкуна (Matapi, Yucuna, Yucuna-Matapi, Yukuna) — аравакский язык, на котором говорит народ юкуна, который проживает на реке Летисия; Араркуара, Ла-Педрера на низменности Какета; на реке Мирити-Парана (приток реки Какета) департамента Амасонас в Колумбии.